# Elementi del periodo 8
Un elemento del periodo 8 è uno degli elementi chimici nell'ottava riga (o periodo) della tavola periodica degli elementi. Nessun elemento del periodo 8 è stato ancora sintetizzato, ma sono stati assegnati i due nomi Ununennio e Unbinilio come segnaposto per i primi due.
Teoricamente questa dovrebbe essere la loro disposizione:
| Gruppo   | 1       | 2       |         | 3       | 4       | 5       | 6       | 7       | 8       | 9       | 10      | 11      | 12      | 13      | 14      | 15      | 16      | 17      | 18      |
| № Nome   | 119 Uue | 120 Ubn | 121-140 | 141-153 | 154 Upq | 155 Upp | 156 Uph | 157 Ups | 158 Upo | 159 Upe | 160 Uhn | 161 Uhu | 162 Uhb | 163 Uht | 164 Uhq | 165 Uhp | 166 Uhh | 167 Uhs | 168 Uho |
| e−-conf. |         |         |         |         |         |         |         |         |         |         |         |         |         |         |         |         |         |         |         |

| № Nome   | 121 Ubu | 122 Ubb | 123 Ubt | 124 Ubq | 125 Ubp | 126 Ubh | 127 Ubs | 128 Ubo | 129 Ube | 130 Utn | 131 Utu | 132 Utb | 133 Utt | 134 Utq | 135 Utp | 136 Uth | 137 Uts | 138 Uto |
| e−-conf. |         |         |         |         |         |         |         |         |         |         |         |         |         |         |         |         |         |         |

| № Nome   | 139 Ute | 140 Uqn | 141 Uqu | 142 Uqb | 143 Uqt | 144 Uqq | 145 Uqp | 146 Uqh | 147 Uqs | 148 Uqo | 149 Uqe | 150 Upn | 151 Upu | 152 Upb | 153 Upt |
| e−-conf. |         |         |         |         |         |         |         |         |         |         |         |         |         |         |         |

| Metalli alcalini            | Metalli alcalino terrosi | Lantanoidi  | Attinoidi | Metalli di transizione |
| Metalli di post-transizione | Metalloidi               | Non metalli | Alogeni   | Gas nobili             |

Elementi del periodo 1 –
Elementi del periodo 2 –
Elementi del periodo 3 –
Elementi del periodo 4 –
Elementi del periodo 5 –
Elementi del periodo 6 –
Elementi del periodo 7 –
Elementi del periodo 8